# Santa Magdalena Tiloxtoc
Santa Magdalena Tiloxtoc är en ort i Mexiko.   Den ligger i kommunen Valle de Bravo och delstaten Mexiko, i den södra delen av landet, 110 km väster om huvudstaden Mexico City. Santa Magdalena Tiloxtoc ligger 1 765 meter över havet och antalet invånare är 378.
Terrängen runt Santa Magdalena Tiloxtoc är kuperad. Runt Santa Magdalena Tiloxtoc är det ganska tätbefolkat, med 116 invånare per kvadratkilometer. Närmaste större samhälle är Ixtapan del Oro, 9,6 km väster om Santa Magdalena Tiloxtoc. I omgivningarna runt Santa Magdalena Tiloxtoc växer huvudsakligen savannskog.